# تايلانديا، بارا
تايلانديا، بارا هي بلدية في البرازيل، تتبع بارا، بلغ عدد سكانها 79٬297 نسمة، في 2010، تبلغ مساحتها 4٬430٫190 كيلومتر مربع.